# 派遣女公關彩華
《派遣女公關彩華》 （日语：ハケンのキャバ嬢・彩華）為AbemaTV2017年播出的電視劇，由山岡潤平、保木本真也編劇，本田隆一執導，而由夏菜、上杉柊平、庄野崎謙、岡本夏美等人主演，於2017年10月9日首播。

## 本劇關鍵字
- 「ende」：
  1. 一條彩華想要讓世間上人們的私慾有終止的一天，故以德語的「結束」，來做為呼叫她的關鍵字。
  2. 重新排列後會出現eden（伊甸），是彩華心目中希望世界變成沒有私慾的樂園。

## 經典台詞
- |  | 在這條街上，飛舞降落了一隻蝴蝶，白天把自己藏在蛹中；夜幕降臨時，她就張開羽翼，將名叫『慾望』的蜜，全部吸乾淨。 |
- |  | 沉浸在慾望裡面的人們阿，聽好了，在你們慾望的海中，掙扎游泳吧。 |

## 演員列表

### 主要人物
| 角色     | 演員     | 介紹 |
| 御倉花   | 夏菜     | 白天是銀行信用部接待與放款審查員（御倉花）；晚上則是「傳說中的女公關」（一条彩華），據聞一年所賺的金額與大阪府一年的稅收不相上下。洞悉人性，十分了解人們常被私慾矇蔽雙眼，同時也會用高超手段設下陷阱，懲罰這些只有私慾的人。喜歡吃壽司。 |
| 一条彩華 | 夏菜     | 白天是銀行信用部接待與放款審查員（御倉花）；晚上則是「傳說中的女公關」（一条彩華），據聞一年所賺的金額與大阪府一年的稅收不相上下。洞悉人性，十分了解人們常被私慾矇蔽雙眼，同時也會用高超手段設下陷阱，懲罰這些只有私慾的人。喜歡吃壽司。 |
| 志田亮介 | 上杉柊平 | 御倉花在銀行的同事，暗戀御倉花。在第九集時綁架舞並攻擊一条彩華，但在第十集的竹笋湯圓遊戲時，被一條彩華擊敗並揭穿其私慾，且同時也被舞教訓。 |
| 城金貴輪 | 木下鳳華 | 「賽拉比俱樂部」（C'est Lavie）的店長。 唯一知道「傳說中的女公關」真實身份的人，並於女公關們有需要幫忙時，在SNS上以「#ende」為暗號，聯繫「傳說中的女公關」前來店內幫忙解決問題。 |
| 塚原貴志 | 庄野崎謙 | 「賽拉比俱樂部」黑服，具有正義感，常常看到不正義不公平的項目會跟店長報告。第五集被他人意外揭開他喜歡理沙。 |
| 舞       | 岡本夏美 | 零經驗的新人女公關；本名為「尾上小春」，原為大學生，因參與入店體驗活動後而獲選可留下繼續上班的資格，考量到家中經濟貧窮，所以決定晚上至「賽拉比俱樂部」上班賺取學費。但由於剛入行，既不懂基本的行規，又不懂人性的險惡面。一遇到問題就會跑去銀行向御倉花求救，希望她能拜託朋友（一条彩華）協助出面解決。 最終成為下一任的「派遣女公關」，為有需要幫忙的女公關解決問題。 |
| 理莎     | 增田有華 | 「賽拉比俱樂部」女公關 |
| 由理     | 天木純   | 「賽拉比俱樂部」女公關 |
| 愛麗絲   | 森咲智美 | 「賽拉比俱樂部」女公關 |
| 琪莎     | 泉春     | 「賽拉比俱樂部」女公關 |
| 謎の易者 | HONKON   | 意圖向銀行借錢融資的人。每集試圖以不同方法向銀行融資（銀行員均為御倉花），但始終沒有一次向銀行融資成功。實際上是情報達人，想轉職但一直無法得到銀行的融資。最後由御倉花個人融資借其錢完成目標。 |

### 客串

#### 第一集　究竟誰能精準喝酒（ぴったり飲みましょう）
| 角色     | 演員   | 介紹 |
| 坂木達哉 | 東幹久 | 投資家。 常引誘無經驗的女公關，藉故以「陪伴同行」的方式，帶至其友人開設的店灌醉後進行高額消費，之後開始向欠債的女公關討債並逼迫其出賣身體還債。 |

#### 第二集　豪宅遊戲（マンションゲーム）
- 本集有2個拍攝版本[註 6]。

| 角色     | 演員     | 介紹 |
| 一名     | 三上悠亞 | 女公關，與友田議員「パパ活」（爸爸活） ，但後來被友田議員帶到旅館強暴得逞，後來議員給予補償金卻被搶走而想自殺。 |
| 友田義弘 | 柏原收史 | 日本大阪府議員，表面善良正義（支持推行勞工提升工資與提升勞動條件的法案），但內心卻極為險惡。 四處不停物色女公關「パパ活」（爸爸活）而後便找機會強暴女公關。後來與Miniya「パパ活」，不斷支付高額的吃飯和購物等各類費用，但覬覦Miniya美色，便將其帶到旅館402房強暴得逞，事後為掩蓋而給予Miniya補償金，但要求秘書在Miniya不備之時將錢以強盜方式搶回。 最後被一條彩華揭穿其過去常常有類似的情形，並且通常以付錢封口試圖解決。 |
| 上松昌一 | 河野直樹 | 友田議員的秘書。雖然覺得友田議員行為很不好，但礙於是下屬只能依照議員要求照辦，且常常收受從中收取回扣。 |

#### 第三集　女王遊戲（女王様ゲーム）
| 角色     | 演員     | 介紹 |
| 美久     | 吉倉葵   | 「賽拉比俱樂部」No.1 紅牌女公關。實際上是喜歡BL與同人誌的擬態女子，常往池袋逛動漫店並購買相關的商品，同時也常在BL遊戲中大量喀金。   |
| 凛       | 松山瑪麗 | 「賽拉比俱樂部」No.2 紅牌女公關。 拿照片向美久要脅200萬日圓。後被一條彩華揭穿，敵對夜總會老闆給凛大量現金，希望讓其將美久鬥爭下台。 |
| 井上公造 | 井上公造 | 娛樂記者。 |
| 桐山     | 津田英佑 | 店內的顧客，聲音與說話方式剛好和美久喜歡的動漫男主角完全一致。                                                                      |
| 藤原     | 田中清貴 | 店內的顧客。 |

#### 第四集　我愛妳遊戲（愛してるゲーム）
| 角色     | 演員                 | 介紹 |
| 松村武雄 | 大衛·伊東 （日语：デビット伊東） | 偷偷挪用妻子房地產經紀公司，因而常常物色女公關，並欺騙女公關更容易賺錢的方法（脫衣並透過SNS進行直播）。但拍攝完成後以影片要脅女公關付錢，他才會刪除影片。在和一條彩華進行「我愛你遊戲」時，被香奈直播並故意讓妻子看見該直播影片。 |
| 香奈     | 永尾瑪利亞           | 被松村涉誘脫衣、錄影且保證不會將影片傳到網路上，但事後卻被松村勒索影片刪除費。然而付完刪除費後卻發現，直播時已被其他網友錄製影片並瘋狂於網路散播。                                                                                |
| 松村陽子 | 桂木悠希             | 松村武雄的妻子，房地產經紀公司董事長。工作上是一名女強人，同時也常常逼身為下屬的老公去跑業務。 最後看到直播影片時，決定與老公離婚，同時導致老公破產。                                                                             |

#### 第五集　環狀線遊戲（環状線ゲーム）
| 角色   | 演員           | 介紹 |
| 理沙   | 柳百合菜       | 新人女公關，因在學與就業時人際關係不好，因此來俱樂部練習與人相處、溝通的技巧，並克服自卑感。 某日意外遇到真香莉（占卜師）至俱樂部消費，認為真香莉能透各占卜看穿其想法，並預先看到自己的未來而深信不已。因而花大錢向真香莉購買幸運之物，並事事聽從真香莉的建議。   |
| 真香莉 | コトブキツカサ | 假占卜師，聲稱能夠看穿每個人的內心與想法，實際上卻是透過精神控制欺騙女公關，進而牟利。 在和一條彩華進行「環狀線遊戲」時，自己增訂了淘汰者虛必須脫一件衣物的規則；但卻在一條彩華詢問『理沙來俱樂部理由』等等關於理沙的深入問題時，開始節節答錯，同時被揭穿其騙局。 |

#### 第六集
| 角色     | 演員       | 介紹 |
| 立花心美 | 山地真理   | Eros俱樂部（「賽拉比俱樂部」的姊妹店，因此有些「賽拉比俱樂部」的女公關偶爾會來此當幫手）的女公關，自稱自己是地下偶像。為了自己虛榮，甚至會花錢請人來假扮其客人；或者自行點一堆食物，營造出與很多朋友吃大餐的假象等等行為。最後被一條彩華教訓後而成長。 |
| 嘉門航大 | 坪倉由幸   | Eros俱樂部的男客人，生性好色，常常藉故偷看心美胸部，後來甚至還威脅利誘心美去當AV女優。 |
|          | 村上穂乃佳 | Eros俱樂部的女公關，討厭心美誇大、自導自演等行為。 |
|          | 奈良岡にこ | Eros俱樂部的女公關，討厭心美誇大、自導自演等行為。 |
| 橋本     | 木全俊太   | AV男優，其實就是第五集的真香莉，有認出一條彩華，但同時也被一條彩華識破。 |

#### 第七集　握住愛情遊戲（握ってLOVEゲーム；にぎってLOVE）
| 角色     | 演員       | 介紹 |
| 笠見弘隆 | 遠藤かおる | LOGO設計公司「Positive」的社長，不僅常常羞辱部下，甚至到夜總會喝酒也會羞辱女公關。平常工作時為「慣老闆」，常常壓榨員工超時加班，並將員工之功勞據為己有，同時也常常藉故逼迫員工自掏腰包。 在和一條彩華進行「握住愛情遊戲」時，不僅讓石山說出心中話，且被一條彩華教訓。 |
| 石山清也 | 長田成哉   | 網路公司職員，笠見的部下。從日本頂尖大學畢業，卻常常遭到笠見的言語羞辱。在和舞進行「握住愛情遊戲」，被一條彩華勸告工作之餘要休息，且可能因壓力過大，有自主神經紊亂之情況，導致手部冰冷。                                                                              |

#### 第八集　第一印象遊戲（第一印象ゲーム）
| 角色   | 演員     | 介紹 |
| 鹿沼霞 | 片山萌美 | 兼職模特兒、網美（instagramer），全身都有進行整容，但連城金店長都不知道她的正職。其正職是透過高額禮品誘騙女孩參與聚會，並以內嵌GPS的耳環監控女孩的行蹤，並利用女孩憧憬與大人物交往（或擔心年紀大而一無所獲）的心理，讓女孩們供男客玩樂與性服務。若女孩不從，則會聯絡打手們將女孩拘禁虐待，迫女孩順從其意。後被一條彩華以「第一印象遊戲」，戳破其詭計且揭露其內心之空虛與無所獲。 |
| 宮地   | 寺井文孝 | 服裝大王。 常常找鹿沼霞與其尋找之女孩們玩樂並進行性行為。 |
| 須田   | 中村公隆 | 開發手機遊戲公司的社長，年銷售額達15億日圓。 常常找鹿沼霞與其尋找之女孩們玩樂並進行性行為。 |
| 阿貝貝 | 板倉武志 | 房地產商人。 常常找鹿沼霞與其尋找之女孩們玩樂並進行性行為。 |
| 瀧澤   | 砂田寛人 | 大阪府警察，最終至店內將鹿沼霞帶回警局。 |

#### 第九集　紙巾遊戲（ティッシュゲーム）
| 角色     | 演員     | 介紹 |
| 鶴橋勇太 | 小林且弥 | 世界拳擊冠軍。第一次使用陪伴出行的服務，由舞負責，花了大筆酒費在舞身上。 |
| 繪理     | 仲村美海 | 新人女公關，小舞的後輩。設計讓小舞離開後，與鶴橋等人玩紙巾遊戲，並引誘鶴橋與其發生性行為。後來卻又聲稱是遭到鶴橋的強暴，藉以索取高額封口金或賠償金。第十集時被舞說動而前往警局自首，並供出背後主使者。                                                                               |
| 中谷大輔 | 渡邉紘平 | 假的周刊記者，常與女公關聯手以美人計陷害各領域的名人，藉以榨取大筆金錢。被一條彩華教訓時，同時找人去綁架舞，進而要脅一條彩華交出其蒐集到的犯罪證據。第十集時，將從彩華身上得到的證據交給志田亮介，並向志田亮介抱怨繪理想要分到更多的詐騙金額。第十集被名人私地下找來的黑道狠狠教訓。 |
| 猥瑣岡田 | 猥瑣岡田 | 被繪理和中谷敲詐的搞笑界知名藝人。 |
| hibiki   | hibiki   | 情報達人的女部下，平常以樂團主唱身分潛伏中。 |

#### 第十集
| 角色 | 演員       | 介紹 |
| 三島 | 金剛地武志 |      |

## 主題曲
- 日本Lol樂團（日语：エルオーエル）的《nanana》（日语：アイタイキモチ）[18]。

## 特集
- 在此劇上映之前，於AbemaTV播出《祕密花園》（日语：秘密のキャバ園）[19]，總計3集各60分鐘。內容為此劇拍攝的實況；此外同時亦邀請數位真實生活中女公關，一起分享工作上的甘苦與秘密。
- 出演人員包含：
  1. パンサー（第1回、第3回）
  2. バイきんぐ（第2回）
  3. 夏菜（第3回）
  4. 天木純（第1回、第3回）
  5. 森咲智美
  6. 増田有華（第2回）
  7. 丹崎敏光
  8. 浅野幸恵（第3回）
  9. ロビンフット・おぐ（第2回）※以黒服身分登場

## 收視率
紅色表示為該年度最高收視率，藍色則表示為該年度最低收視率。
| 集数   | 播出日期   | 標題                       | 製作人     |
| ------ | ---------- | -------------------------- | ---------- |
| 第一集 | 2017-10-09 | 傳說中的女公關             | 山岡潤平   |
| 第二集 | 2017-10-16 | 傳說中的女公關 VS 爸爸活   | 山岡潤平   |
| 第三集 | 2017-10-23 | 傳說中的女公關 VS 擬態女子 | 保木本真也 |
| 第四集 | 2017-10-30 | 傳說中的女公關 VS Live直播 | 保木本真也 |
| 第五集 | 2017-11-06 | 女公關與黑服之戀           | 山田佳奈   |
| 第六集 | 2017-11-13 | AV的地下偶像               | 山田佳奈   |
| 第七集 | 2017-11-20 | 激動人心的興奮!!抓住LOVE   | 保木本真也 |
| 第八集 | 2017-11-27 | SNS女王的對抗！            | 山岡潤平   |
| 第九集 | 2017-12-04 | 女公關和猜周刊雜誌         | 山岡潤平   |
| 第十集 | 2017-12-11 | 最後眼淚的遊戲             | 山岡潤平   |

## 備註
1. ↑  約日幣3兆8,340億元，約合新台幣1兆276億元
2. ↑  數人圍成一圈喊口號，手放在頭上模擬竹筍的樣貌，喊「湯圓1」、「湯圓2」、...，喊的時機為自由無任何限制，但若重複則須一起喝一杯酒，最後不勝酒力者落敗。
3. ↑  僅第八集和第九集未前往銀行融資，前者改去賽拉比俱樂部與小舞等人聊天對話；後者則是路上與拳擊世界冠軍對話搞笑。
4. ↑  此錢財為前面由他人身上取得的不義之財。
5. ↑  上班前女公關陪伴客人出行，至女公關上班的時間，兩者在一同去店裡，女公關可得額外的陪伴同行費用。通常會在外面吃完飯後，再進入店中。
6. ↑  本集三上悠亞被強暴的畫面，在原本AbemaTV版本中，有拍攝因柏原收史拉扯三上悠亞衣物而使三上悠亜裸胸的畫面；但在日本地上波的電視頻道，則剪除此畫面，改以俯臥位代替此鏡頭。
7. ↑  女公關與只有約會便會給予金錢援助的男性交往，且兩者之間不會發生肉體關係／性關係；通常男性會支付約會中所有花費，且每次約會結束後會支付「交通費」，一次約一萬日圓（約合新台幣2,662元），而若為包月則一次支約五萬日圓（約合新台幣13,314元）起跳。
8. ↑  即「隱性腐女」，常偽裝成一般女性，避免他人知道自己喜歡BL與同人誌
9. ↑  在遊戲中花費大量現金
10. ↑  互相跟對方說「我愛你」，說法方式可以稍微微調，對方只要害羞、笑了或腦筋空白而說不出話就算輸了。
11. ↑  即巴納姆效應，主要是透過幾乎能切合每個人的模糊問題，讓對方產生和自己相符的錯覺。
12. ↑  訂定題目後，參賽者跟著節奏，依順序回答問題的遊戲；沒跟上節奏、問重複問題或作答錯誤者淘汰。遊戲名字是源自環狀線的車站名稱，因此在大阪地區稱為「環狀線遊戲」，但同一遊戲在東京地區卻被稱為「山手線遊戲」（山手線ゲーム（やまのてせんゲーム）），因為東京地區的環狀線為「山手線」。
13. ↑  即協助被點名的女公關一起服務客人，但擔任幫手有一些規矩：例如不可與客人黏黏糊糊；不能自己拜託客人點飲料給自己；不能和客人交換電話號碼或聯絡方式等等。
14. ↑  男女兩人一組，雙手相握並看著對方，跟著節奏輪流說「握緊」，同時握緊對方的手；若握不住對方手或沒跟上節奏則失敗。（此遊戲訣竅是使用不同手指輪流出力，而讓其他指休息，不要一次使用全部的力量，就能不停握下去）
15. ↑  由不熟的人出題，依據參與者第一印象來回答，得票數最多者須喝一杯酒。
16. ↑   起始者啣著紙巾傳給下一位，下一個人啣過來後咬破，在傳給下一位。紙巾越變越小，最後不小心親到下一位或忍不住而接吻者失敗。
17. ↑  實際上為日本Lol樂團的主唱之一
18. ↑  本集朝日電視台改至10/29 01:00放送。
19. ↑  本集朝日電視台改至12/3 01:15放送。
20. ↑  本集朝日電視台改至12/17 01:00放送。

## 外部連結
- 官方網站（朝日電視台） （页面存档备份，存于）
- AbemaTV《派遣女公關彩華》